# Міжнародні відносини Монако
Зовнішньополітичні зв'язки Монако — сукупність двосторонніх відносин Князівства Монако з іншими державами, а також його участь у роботі міжнародних організацій та інших міжнародних інституцій.

Герб Монако

Князівство Монако є суверенною і незалежною державою. Воно тісно пов'язане з Францією договором від липня 1918 року, що було підтверджено в статті 436 Версальського договору 1919 р. Зовнішня політика Монако є класичною ілюстрацією цієї угоди: Франція погодилась захищати незалежність і суверенітет Монако, в той час як уряд Монако погодився діяти відповідно до французьких інтересів, зберігаючи повну незалежність.
Князівство Монако не є членом Європейського союзу. Проте, воно тісно пов'язане з економічним апаратом ЄС у зв'язку з митним союзом із Францією та євро, яке є офіційною валютою.
У 2000 році майже дві третини жителів Монако були іноземцями. У 2015 році кількість іммігрантів оцінюється в 60 % від усієї кількості населення. Однак, отримати громадянство Монако нелегко. У 2015 році було відзначено, що громадянами стають лише 100—150 осіб на рік. Населення Монако збільшилося від 35 000 осіб у 2008 р. до 36 000 осіб у 2013 р.
На шляху з або до Франції будь-які прикордонні формальності усунені. Однак, за бажанням, у туристичному офісі гостям можуть поставити штамп про в'їзд на територію Монако.

## Міністерство закордонних справ та взаємодії

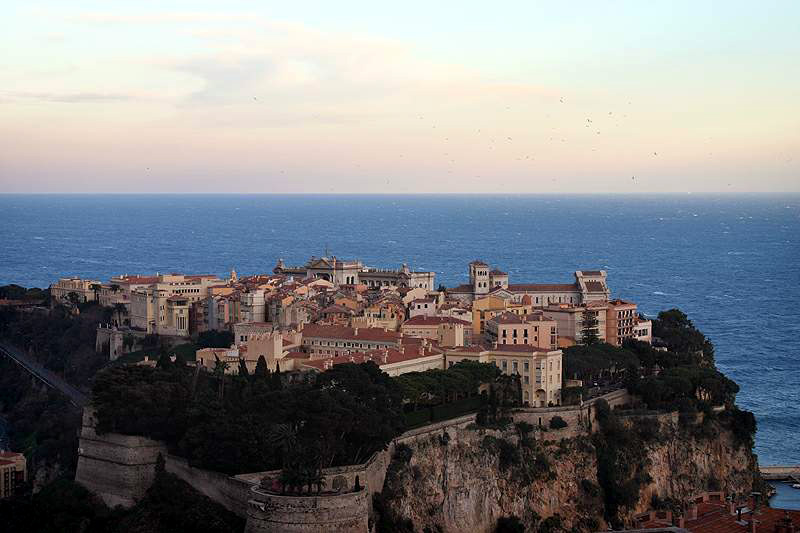
Палац Князівства Монако

Зовнішні відносини Монако здійснюються Міністерством закордонних справ та взаємодії. Його очолює міністр закордонних справ та взаємодії, Міністерство керує державною політикою у напрямах  :
- Імунітет, дипломатичні канали та консульські справи
- Європейські справи
- Міжнародні та багатосторонні справи
- Міжнародне середовище

Цю роботу здійснюють:
- Департамент міжнародної співпраці

Бере участь у підготовці та моніторингу політики Князівства в галузі міжнародної співпраці, вирішує питання надання надзвичайної гуманітарної допомоги, взаємодіє з закордонними неурядовими організаціями.
- Департамент міжнародних відносин

Бере участь у підготовці та моніторингу політики Князівства у закордонних справах. Займається вивченням договорів, конвенцій і міжнародних угод, двостороннього або багатостороннього характеру, у яких Князівство є учасником або передбачає стати учасником. Виконує обов'язки депозитарію для певних міжнародних угод. Здійснює підготовку до міжнародних зустрічей, двостороннього або багатостороннього характеру, у яких бере участь Князівство.
- Департамент дипломатичних і консульських зносини

Працює із законодавством та положеннями, що стосуються дипломатичних і консульських справ. Займається усіма справами, які стосуються послів і консулів князівства за кордоном. Забезпечує допомогу та підтримку за кордоном для усіх громадян Монако та підприємств, створених у Князівстві.
- Посольства і представництва Монако за кордоном та у міжнародних організаціях

Князівство Монако має почесні консульства в 106 містах у 45 країнах світу. До них належать консульства у США, Ватикані, Іспанії, Сінгапурі, Нідерландах, Японії та інших країнах. В Україні немає консульств Князівства Монако. Найближчі до України представництва розташовані в Угорщині, Польщі, Росії та Румунії.

## Участь у міжнародних організаціях
Монако бере активну участь у діяльності Організації Об'єднаних Націй, до якої вона приєдналася у 1993 році. Монако вступило до Ради Європи 4 жовтня 2004 р. Монако також є членом багатьох міжнародних та міжурядових організацій. Штаб-квартира Міжнародної гідрографічної організації (МГО) розташована в Монако.
Монако має 10 дипломатичних місій в Західній Європі та постійне представництво в Організації Об'єднаних Націй та Раді Європи.
Монако є членом таких міжнародних організацій :
| Всесвітній поштовий союз                                               | Всесвітня метеорологічна організація                 | Всесвітня організація інтелектуальної власності     | Всесвітня організація охорони здоров'я                 |
| Всесвітня туристична організація                                       | Всесвітня федерація профспілок                       | Інтерпол                                            | Конференція ООН з торгівлі та розвитку                 |
| Латинський Союз                                                        | Міжнародна агенція з атомної енергії                 | Міжнародна гідрографічна організація                | Міжнародна морська організація                         |
| Міжнародна організація мобільного супутникового зв'язку                | Міжнародна організація супутникового зв'язку         | Міжнародна організація цивільної авіації            | Міжнародна торгова палата                              |
| Міжнародна федерація товариств Червоного Хреста та Червоного Півмісяця | Міжнародний кримінальний суд                         | Міжнародний олімпійський комітет                    | Міжнародний рух Червоного Хреста і Червоного Півмісяця |
| Міжнародний телекомунікаційний союз                                    | Міжпарламентський союз                               | Організація з безпеки і співробітництва в Європі    | Організація із заборони хімічної зброї                 |
| Організація Об'єднаних Націй                                           | Організація Об'єднаних Націй з промислового розвитку | Продовольча та сільськогосподарська організація ООН | Рада Європи                                            |
| Франкофонія                                                            | Шенгенська угода (де факто)                          | ЮНЕСКО                                              |                                                        |

## Відносини Монако— Європейський союз
Князівство Монако не є членом Європейського Союзу. Представник Монако у Брюсселі почав працювати 1999 року. Відносини з ЄС є сталими та постійними. З 1968 року, Князівство було частиною митної території Співтовариства, в зв'язку з його митним союзом із Францією  .
Окрім того, угоди між Францією та Монако, підписані 18 травня 1963 року і 26 травня 2003 р. встановили податок на додану вартість, що накладається і збирається в Монако, аналогічним до французького. Отже, Монако входить до європейської системи ПДВ.
Князівство Монако належить до зони євро. Монако зберегло своє королівське право карбувати гроші, закріпивши його міжнародними угодами. Монети євро Монако випускає Монетний двір Князівства. На національному боці європейських монет зображений герб Монако та портрет князя Альбера.
Князівство Монако не є учасником Шенгенської угоди, але і є воротами в Європу завдяки легкості пересування між Францією і Монако. Тому рішенням Шенгенського Виконавчого комітету від 23 червня 1998 Геліпорт та Порт-де-ла-Кондамін було визнано контрольно-пропускними пунктами, які призначені для перетину зовнішніх кордонів ЄС. Це рішення також надає право громадянам Монако вільно пересуватися в Шенгенській зоні.
Князівство Монако також підписало галузеві угоди з Європейським Союзом. Зокрема, була підписана угода, що стосувалась лікарських засобів для людей та тварин, косметичних засобів та медикаментів.

## Відносини Монако— Франція
Дипломатичні відносини між Монако і Францією були встановлені в 1489 році. Протяжність державного кордону між країнами становить 6 км.

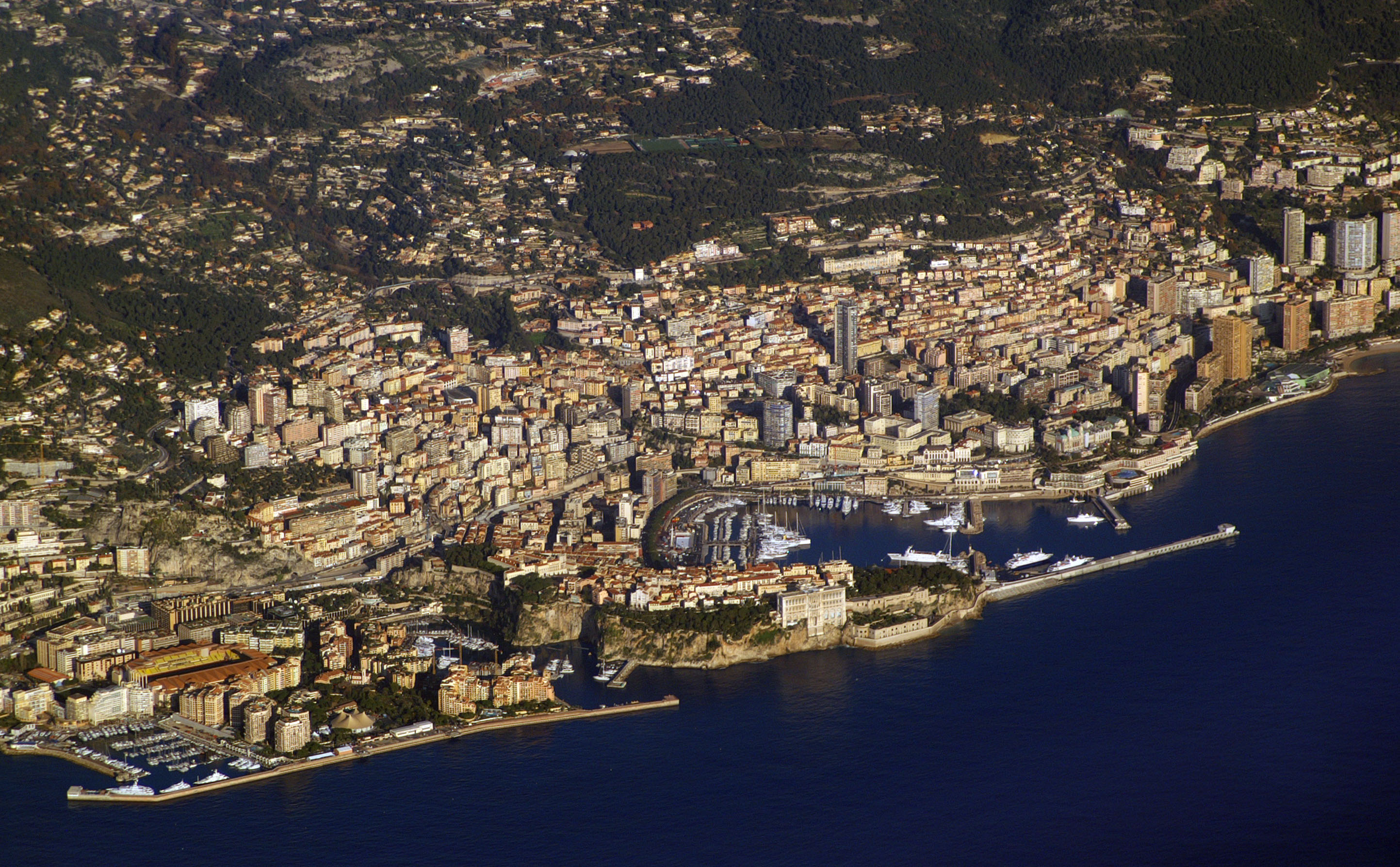
Вид на Монако

У Новий час Франція неодноразово зазіхала на суверенітет над Монако. Однак, в Угоді від 2 лютого 1861 Принц Чарльз III передав декілька міст, які були у володінні Монако в обмін на повну незалежність від Франції. Після Першої світової війни, договір, підписаний 27 липня 1919 року, а також стаття 436 Версальського договору, ще раз підпорядкували Монако Франції та ствердили особливі відносини між державами. Відтоді французький уряд взяв на себе відповідальність за захист Монако, яке має лише невеликий штат поліції.
У 2002 році договір 1918 року був переглянутий. У 2005 році він був ратифікований обома сторонами. Умови договору дозволили Франції замість Генерального консульства спрямувати посольство в Монако; Вперше було дозволено отримувати акредитацію послам з інших держав; формально було визначене право успадкування престолу дочками Князя та іншими членами його родини. Монако погодилася здійснювати свої суверенні права відповідно до французьких інтересів.
Правова система Монако діє за зразком Кодексу Наполеона аналогічно до французької. Для обох країн французька мова є офіційною. Приблизно дві третини усіх робочих місць Монако заповнені працівниками з сусідніх французьких та частково італійських міст.
Франція та Італія є єдиними країнами, які мають постійні посольства в Монако. Князівство також має своє посольство у Франції.

## Підписані міжнародні угоди
У галузі міжнародного права  :
1. Женевський протокол про арбітражні застереження, 1923 р.
2. Гаазька конвенція пов'язана з колізією законів про громадянство, 1930 р.
3. Конвенція про привілеї та імунітети Організації Об'єднаних Націй, 1946 р.
4. Генеральна угода про привілеї та імунітети Ради Європи, 1949 р.
5. Конвенція про визнання і приведення у виконання іноземних арбітражних рішень, 1958 р.
6. Віденська конвенція про дипломатичні зносини, 1961 р.
7. Віденська конвенція про консульські зносини, 1963 р.
8. Конвенція про безпеку персоналу Організації Об'єднаних Націй, 1994 р.

У галузі прав людини:
1. Міжнародна конвенція про боротьбу з торгівлею жінками та дітьми, 1921 р.
2. Конвенція про викорінення рабства, 1926 р.
3. Конвенція про запобігання і покарання за злочини геноциду, 1948
4. Конвенція про статус біженців, 1951 р.
5. Міжнародна конвенція про ліквідацію всіх форм расової дискримінації, 1966 р.
6. Міжнародний пакт про громадянські і політичні права, 1966 р.
7. Міжнародний пакт про економічні, соціальні і культурні права, 1966 р.
8. Конвенція про ліквідацію всіх форм дискримінації щодо жінок, 1979 р.
9. Конвенція проти катувань та інших жорстоких, нелюдських або таких, що принижують гідність, видів поводження та покарання, 1984 р.
10. Конвенція про права дитини, 1989 р.

У галузі охорони навколишнього середовища:
1. Міжнародна конвенція про цивільну відповідальність за шкоду від забруднення нафтою, 1969 р.
2. Конвенція про запобігання забруднення моря скиданнями відходів, 1972 р.
3. Конвенція про захист Середземного моря від забруднення, 1976 р.
4. Угода про охорону середземноморських прибережних вод, 1981 р.
5. Конвенція про збереження мігруючих видів диких тварин, 1979 р.
6. Конвенція про збереження європейської дикої природи і природних середовищ існування, 1979 р.
7. Конвенція Організації Об'єднаних Націй з морського права, 1982 р.
8. Віденська конвенція про охорону озонового шару, 1985 р.
9. Конвенція про охорону Альп (Альпійська конвенція), 1991 р.
10. Кіотський протокол, 1997 р.